# チッタ・ナポリ
チッタ・ナポリ（伊：La Città Napoli）は、愛知県知多郡南知多町にあるリゾート施設。シンボル的存在の超高層建築「ナポリタワー」は高さ111.0メートルを測る。

## 概要
高さ111.0メートル、地上34階建、地下2階建、塔屋1階建の地域のシンボルとして聳え立つ白亜の塔であるナポリタワーを中心とした海陽系ウォーターフロントリゾート施設。
ラグーナテンボスと並ぶ東海地方有数のリゾート施設で主に富裕層を対象とした滞在型のリゾート施設である。
レストランの食材は地元産の豊富な魚介類を食材とした料理に舌鼓を打つ事ができる。名古屋市内から比較的近く、風光明媚な場所でマリンスポーツや釣りなどを楽しむことが出来る。管理センターは24時間体制でリゾートライフを支援する。
かつてチンクエチェント博物館があったが、2014年（平成26年）5月に山形県鶴岡市に移転した。
計画当初はバブル景気による投資目的の物件の取得もあったが、近年では以前と比べて比較的手頃な価格帯になりつつある。しかし、竣工から既に30年近く経過しており、海岸に近いため潮風の影響もあり、徐々に老朽化が進みつつあり、今後の修繕計画が課題となっている。

## ナポリタワー
高さ111mの地域のシンボル的な存在であるナポリタワーは竣工当時は電波塔等を除き、居住施設としては愛知県内でロワジールホテル豊橋に次いで2番目の高層建築物だった。また、階数での比較では34階建てのナポリタワーは同年8月に45階建ての浜松アクトタワーが竣工するまで中部地方で第1位で、愛知県内では1996年（平成8年）に45階建てのザ・シーン城北が竣工するまで第1位を保持した。

## 所在地
- 愛知県知多郡南知多町片名浜山1

## 交通アクセス
- 知多半島道路・南知多道路 豊丘インターチェンジから車で約5分。
- 名鉄河和線 河和駅から師崎港行きバスで「師崎中学校前」停留所下車。